# Movran
Movran (839 m n. m.) je nejvyšší hora vápencového pohoří Moseć ve střední části chorvatské Dalmácie. Nachází se nad vesnicí Gornje Postinje na území Splitsko-dalmatské župy asi 20 km severně od města Split a 18 km západně od města Sinj. Na jihovýchodě sousedí s vrcholem Križina (761 m).

## Přístup
- Gornje Postinje → Katići → Movran